# إليشا إس. كونفيرز
إليشا إس. كونفيرز هو شخصية أعمال وسياسي أمريكي، ولد في 28 يوليو 1820 في نيدهام في الولايات المتحدة، وتوفي في 1904. انتخب عمدة مالدن (1881 – ).